# RSM-50 Volna
Volna (en cirílico: Волна; ‘ola’) es el nombre dado por los rusos a los misiles intercontinentales soviéticos RSM-50 o SS-N-18, después de que comenzaron a efectuar vuelos civiles suborbitales y de lanzamiento de satélites.

## Contexto
El misil puede ser lanzado desde un submarino sumergido. Incluye tres etapas de vuelo. Las dos primeras etapas utilizan combustible 1,1-dimetilhidrazina y tetraóxido de dinitrógeno. La tercera etapa, que sólo se utiliza para los lanzamientos orbitales, consume  combustible sólido. 
Teóricamente, como se puede lanzar desde una plataforma móvil, el cohete puede llevar hasta 115 kg de carga útil si el lanzamiento se hace desde posiciones próximas al ecuador. Sin embargo, debido a la necesidad de controlar desde tierra el lanzamiento, todos los lanzamientos hasta la fecha se hacen desde el Mar de Barents, lo cual reduce la carga útil hasta 50 kg.

## Historial de lanzamientos
El primer lanzamiento orbital del Volna se celebró el 21 de junio de 2005 para entregar el satélite Cosmos 1. De acuerdo con la  armada rusa, durante la primera etapa el motor se apagó tras 83 minutos de vuelo después del fallar dos vecesel motor principal. 
Los Volna se fabrican en el Centro de Diseño de Cohetes Makéyev, en la región de Cheliábinsk, en los montes Urales.
- Datos: Q2142103